# Libiamo ne' lieti calici

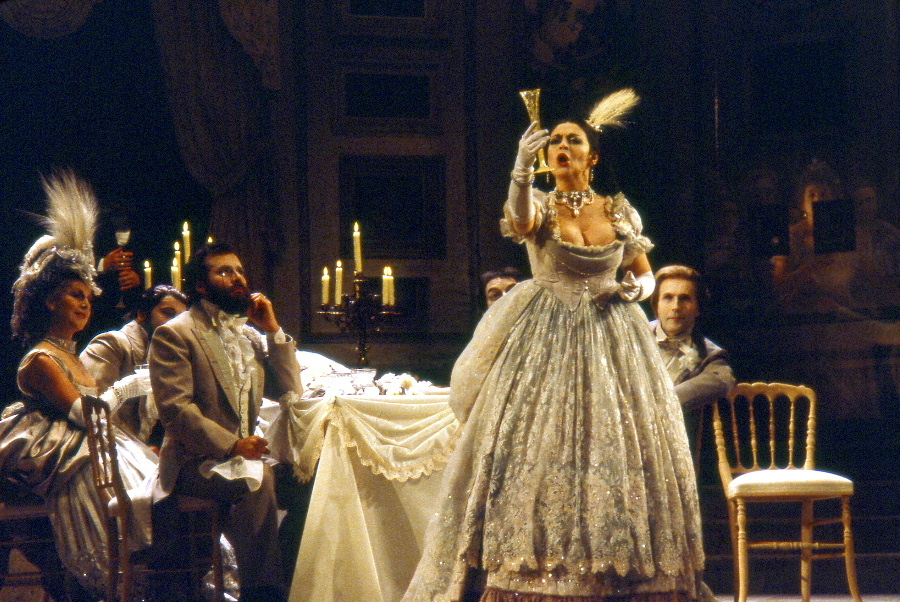
Drinklied scène uit Verdi's opera La Traviatra

Libiamo ne' lieti calici ([liˈbjaːmo ˈnɛ ˈljeːti ˈkaːlitʃi]; drinklied) is het beroemdste duet in walstempo uit Verdi's opera La traviata en een van de meest bekende operafragmenten ter wereld. Een verplicht nummer (evenals de opera zelf) voor elke grote tenor en sopraan. Deze woorden werden geschreven door Francesco Maria Piave, de schrijver van het libretto van La traviata. 
Dit duet speelt in het eerste bedrijf van deze opera, tijdens een feest in Violetta's huis, en wordt gezongen door Alfredo en Violetta, met de aanwezige gasten als koor.
Vele grote tenoren en sopranen hebben dit duet gezongen. De rol van Alfredo door onder meer José Carreras, Enrico Caruso, Plácido Domingo, Luciano Pavarotti en Giuseppe di Stefano. De rol van Violetta door onder meer Victoria de los Ángeles, Alma Gluck, Gré Brouwenstijn, Maria Callas, Anna Netrebko en Renata Tebaldi.

## Libretto
Italiaans origineel
ALFREDO

Libiamo ne' lieti calici

Che la bellezza infiora,

E la fuggevol ora

S'inebri a volutta'.

Libiam ne' dolci fremiti

Che suscita l'amore,

Poiche' quell'occhio al core

(indicando Violetta)

Onnipotente va.

Libiamo, amor fra i calici

Piu' caldi baci avra'.

TUTTI

Libiamo, amor fra i calici

Piu' caldi baci avra'.

VIOLETTA

(S'alza.)

Tra voi sapro' dividere

Il tempo mio giocondo;

Tutto e' follia nel mondo

Cio' che non e' piacer.

Godiam, fugace e rapido

E' il gaudio dell'amore;

E' un fior che nasce e muore,

Ne' piu' si puo' goder.

Godiam c'invita un fervido

Accento lusinghier.

TUTTI

Godiam la tazza e il cantico

La notte abbella e il riso;

In questo paradiso

Ne scopra il nuovo di'.

VIOLETTA

(ad Alfredo)

La vita e' nel tripudio.

ALFREDO

(a Violetta)

Quando non s'ami ancora.

VIOLETTA

(ad Alfredo)

Nol dite a chi l'ignora.

ALFREDO

(a Violetta)

E' il mio destin cosi'

TUTTI

Godiam la tazza e il cantico

La notte abbella e il riso;

In questo paradiso

Ne scopra il nuovo di'.